# عبد الرحمن عبيس
عبد الرحمن عبيس هو أحد أشهر المخرجيين في مجال برامج ومسلسلات الأطفال في مصر والوطن العربي ويعد أحد رواد هذا الفن.

## المولد والنشأة
ولد عبد الرحمن عبيس في عام 1942 بقرية صافور مركز ديرب نجم محافظة الشرقية لأب كان يعمل مدرسا بتلك القرية ولأم كانت ربة منزل فكانت هي بنت عمدة تلك القرية.

## التدرج في الدراسة
حصل عبيس على دراسته الابتدائية من قريته الصغيرة صافور وانتقل بعدها إلى مدينة ميت غمر حيث عمل والده بتلك المدينة وحصل منها على شهادته الإعدادية ثم انتقل عبد الرحمن عبيس بصحبة أسرته إلى أم القرى القاهرة نظرا لانتقال والده للعمل بها بعد أن رفض الحصول على لقب مدير المدرسة التي كان يعمل بها * بميت غمر نظرا لحبه لمجال اللتدريس ومن القاهرة حصل عبيس على شهادته الثانوية أو البكالوريا كما كان يطلق عليها حين ذاك. التحق عبيس بكلية الحقوق ولكنه بعد أن أمضى عامين بها لم يجد نفسه في تلك الكلية لتبدأ بعد ذلك قصة التحاقة بالعمل الإعلامي.

## العمل الإعلامي
التحق عبد الرحمن عبيس بالعمل بالتليفزيون العربي وذلك منذ أن فتح هذا المبنى العملاق أبوابه في عام 1960 حيث كانت ميوله للعمل في هذا المجال. بدأعبيس رحلته في مجال العمل الإعلامي كمدير للاستديو وبعد أن أمضى عامين في هذا العمل التحق عبيس بمجال الإخراج حيث عمل كمساعد للإخراج وتتلمذ على يد كبار المخرجين في ذلك الوقت. لم تمض سنوات كثيرة إلا أن عبد الرحمن عبيس أثبت نفسه وجدارته لكي يصبح مخرجا في برامج الأطفال التي كانت تمثل حبه وعشقه نظرا لإجادته فن التعامل مع الأطفال.
أخرج عبيس في تلك الفترة عددا من برامج الأطفال الشهيرة مثل «عصافير الجنة» و«قتاقيت السكر» وغيرها من البرامج الشهيرة في فترة السبعينيات. تمضي الأيام والسنين لكي يقدم عبيس برانامجا كان يعد الأشهر في البرامج الدينية المخصصة للأطفال وهو برنامج «نادي العلم والإيمان» الذي يهدف إلى تحفيظ القرأن الكريم من خلال الجوائز والهدايا.
تسير رحلة عبيس داخل جدران مبنى ماسبيرو حيث يقدم عبيس فنا جديدا له ولمصر والدول العربية وهو المسلسلات الخاصة بالاطفال من خلال اللغة العربية الفصحى حيث لقب عبيس بلقب ملك استديو 6 حيث كان من أشهر مخرجي فترة الثمانينات وأوائل التسعينات في إخراج تلك المسلسلات والتي كانت تسوق جميعها إلى الدول العربية وكانت تدر دخلا على ماسبيرو من خلال تسويق القطاع الاقتصادي لها في جميع الدول العربية. ومن أشهرها مسلسل «اللص المجهول» مسلسل «من قصص القرأن الكريم» في الطير والحيوان وغيرها.
استطاع عبيس في تلك الفترة أن يجذب كبار النجوم للعمل والتمثيل في مسلسلات الأطفال مثل عبد الله غيث وشكري سرحان وكريمة مختار وغيرهم.
يذكر أن عبيس تخرج من تحت يده العديد من النجوم الذين كانوا أطفالا في برامجه مثل ممدوح عبد العليم وعبد الله محمود وحنان شوقي ووائل نور وسامح السيد، كما أتاح عبيس الفرصة للعديد من الوجوه الشابة في بداية حياتهم مثل أحمد راتب ودلال عبد العزيز وتيسير فهمي وندى بسيوني وليلى حمادة.
مع منتصف التسعينانت دخل عبيس مجالاجديدا عليه وهو مجال إخراج السهرات الدرامية في شركة صوت القاهرة للصوتيات والمرئيات ومنها سهرة نجم العائلة وسهرة أمس واليوم وغدا وسهرة لم نخسر المعركة بعد. ومع دخول عبيس مجال إخراج السهرات الدرامية لم ينس عبيس حبه لبرامج الأطفال فقد كان في نفس الوقت يقوم بإخراج برنامج «سينما الأطفال» ذلك البرنامج الذي كان يعد الأشهر في برامج الأطفال وكذلك برامج مهرجانات القراءة للجميع وبرامج الأعياد للأطفال.
بعد ذلك وبتلكليف شخصي من وزير الإعلام في نهاية التسعينات وحتى خروج عبيس إلى المعاش كان يقوم بإخراج فقرات الأطفال لبرنامج صباح الخير يا مصر وهو المخرج الوحيد الذي قدم هذا العمل. في عام 2002 يحال عبد الرحمن عبيس إلى المعاش إلا أن حبه للعمل ظل معه بعد المعاش حيث أخرج عددا ليس بالكثير من المسلسلات بالإضافة إلى استمراره في مسرح التليفزيون بتكليف من وزير الإعلام.

## المرض والوفاة
يأتي عام 2007 ليدخل حينها عبيس في دوامة المرض حيث أصيب بسدة رئوية مزمنة ظلت ملازمة له لمدة سنوات عديدة ولكنه يتمسك بالأمل والحياة ولم يفقد معها خفة ظله على المحيطين به. إلى أن جاء عام 2017 ليكمل عبيس عام الخامس بعد السبعين ولكنه بين جدران مستشفى القوات المسلحة بالمعادي ليكون العام الأخير لعبيس بعد أن صاحب مرضه في رحلة استمرت لمدة عشر سنوات كاملة دون أن ييئس من رحمة الله * ويأتي يوم 7 فبراير ليقابل عبيس وجه ربه الكريم بعد حياة حافلة بالعطاء والكفاح فكان والدا للجميع قبل أن يكون والدا لاولده الثلاثة صبري وأيمن وأحمد. وفاة عبيس جائت بعد سبعة أشهر فقط من وفاة زوجته والتي كانت سنده في الحياه بعد الله ليعلن عبيس عن الوفاء والإخلاص حتى في وفاته لزوجته.

## أشهر البرامج
- برنامج سينما الأطفال
- برنامج نادي العلم والإيمان
- برنامج جنة الأطفال
- برنامج عصافير الجنة
- برنامج فتافيت السكر
- برنامج عم دقدق
- مهرجانات القراءة للجميع
- برنامج نجوم المستقبل
- مسرح التليفزيون
- فقرة الأطفال في برنامج صباح الخبر يا مصر
- اوبرتات ألوان العيد

## أشهر مسلسلات الأطفال
- اللص المجهول
- حديقة المعرفة
- مشوار الألف ميل
- من قصص القران في الطير والحيوان
- مسلسل الكنز
- رحلات بنت بطوطة
- المغامرون الخمسة
- علاء الدين والقرصان
- حكايات عربية
- السهرات الدرامية
- أمس واليوم وغدا
- عناق الموت والحياة
- لم نخسر العركة بعد
- عيد ميلاد بعد الستين
- علبة قطيفة
- يوميات امرأة عاملة
- نجم العائلة